# Zdeněk Zelenka
Zdeněk Zelenka (* 15. prosince 1954 Praha) je český scenárista, dramatik a režisér.

## Život
Obor režie na FAMU vystudoval v letech 1976–1981, vedoucím pedagogem byl Jiří Sequens. Do roku 1991 byl zaměstnancem Filmového studia Barrandov, po jeho privatizaci se v roce 1991 ocitl na volné noze a jako osoba samostatně výdělečně činná pracuje pro film, televizi a divadlo. Před prací režiséra pracoval na šestnácti filmech jako pomocný režisér či asistent (filmy Páni kluci, Jakub, Kočičí princ, Všichni musí být v pyžamu, Dům na Poříčí, Jako zajíci…). Jeho prvním samostatným filmem byl koprodukční snímek Čarovné dědictví z roku 1985.
Od roku 1991 často spolupracoval s Českou televizí, napsal pro ni více než padesát scénářů a natočil více než sedmdesát filmů, seriálů, inscenací a dokumentárních filmů. V roce 1995 prosadil v České televizi historicky první natočení televizního filmu Azrael, anděl smrti ve formátu 16:9. V jeho filmech opakovaně hráli Viktor Preiss, Jiřina Bohdalová, František Němec, Josef Somr, Martin Dejdar, Petr Kostka, Boleslav Polívka, Simona Stašová nebo Miroslav Donutil. Hlavní role jeho filmů také ztvárnili Dagmar Havlová, Jiří Bartoška či Vlastimil Brodský.
Specializuje se na adaptace světové klasiky (např. Lakomec, Brouk v hlavě, Kean, Návštěva staré dámy, Azrael, Anděl smrti, Bohatství slečny Kronkiové…). Filmové, televizní či divadelní scénáře si píše většinou sám. Je scenáristou mnoha filmů, například Nesmrtelná teta, Čarovné dědictví, Freonový duch, Rebelové, Válka barev či Hlídač č. 47. Úzce spolupracoval s dramatikem Jiřím Hubačem (společně připravili tituly jako Generálka Jeho Veličenstva, Falešné obvinění, Hodina klavíru, třídílný Arrowsmith aj.). Napsal libreta k divadelním muzikálům Golem (zhudebnil Karel Svoboda), Rebelové či Adam a Eva. V roce 2021 napsal novou verzi divadelního muzikálu Rebelové, premiéra proběhla v Hudebním divadle Karlín.
V letech 1985–1988 byl pedagogem FAMU, vyučoval jako odborný asistent režiséra Václava Vorlíčka. V 90. letech natočil několik desítek reklam pro významné domácí i světové agentury. Spolupracoval se Semaforem, Divadlem Na Jezerce, Divadlem Broadway nebo Divadlem Hybernia. V roce 2008 natočil podle svého scénáře pohádkovou komedii Kouzla králů, která se stala součástí zlatého fondu ČT, od roku svého vzniku až do roku 2025 již měla 28 repríz. Tuto pohádku jako jedinou z pohádkové tvorby ČT vysílala i TV Nova v hlavním vysílacím čase. Na podzim roku 2010 uvedla Česká televize v premiéře sedm celovečerních detektivek, které natočil Zdeněk Zelenka podle svých námětů a scénářů pod názvem Ach, ty vraždy! . Tento rozsáhlý autorský cyklus se hrál v řadě evropských zemí. V roce 2013 natočil pro ČT výpravnou pohádkovou komedii Duch nad zlato, kterou napsal na motivy pohádky Hanse Christiana Andersena Křesadlo. V roce 2014 převedl do knižní podoby scénář své komedie Bankrotáři, kterou vydal Albatros k jeho 60. narozeninám. V roce 2016 napsal libreto a režíroval původní český muzikál Mefisto (zhudebnil Daniel Barták na texty Borise Pralovszského), kterým pražské Divadlo Hybernia oslavilo své desáté výročí provozu. V roce 2019 muzikál zakoupili producenti pro uvádění v jihokorejském Soulu. V roce 2017 byl jeho film Každý milion dobrý přijat do soutěže filmového festivalu v San Franciscu. V roce 2018 měl premiéru v Divadle Hybernia již třetí muzikál, který napsal speciálně pro toto divadlo – Doktor Ox, a zároveň měl na Štědrý večer v České televizi premiéru film Kouzelník Žito, který se stal nejsledovanějším titulem všech televizí za celý rok 2018 (během jediného večera ho podle zdroje ČT viděly téměř 3 miliony diváků). Zároveň vydal knihu i audioknihu tohoto titulu.
V září 2021 měl v Divadle Broadway premiéru jeho autorský muzikál s hity Waldemara Matušky Láska nebeská, který režíroval podle svého námětu a scénáře, zároveň napsal zcela nové libreto divadelního muzikálu Rebelové, a to pro Hudební divadlo Karlín, kde měl tento muzikál (po předpremiérách v Letňanech) v říjnu 2022 premiéru. V roce 2022 na přání Jiřiny Bohdalové u příležitosti jejích 91. narozenin zaznamenal pro Českou televizi divadelní komedii Gin Game, ve které hraje pouze se slovenským hercem Milanem Kňažkem; záznam byl uveden v květnu 2022.
Pro TV Barrandov zkoncipoval a natočil celovečerní zábavnou, silvestrovskou, reklamní show, která by byla složena zejména z muzikálových hitů Divadla Broadway, pro které psal a režíroval několik muzikálů. Silvestrovská show Křížem krážem muzikálem byla odvysílána jako hlavní silvestrovský program v prosinci 2021.

## Dílo
- Čarovné dědictví, 1985
- Jsi falešný hráč, 1986
- Freonový duch, 1990
- Radostný život posmrtný, 1990
- Requiem pro panenku 1991
- Tedaldo a Elisa, povídky z Deccameronu, 1991
- Zálety koňského handlíře, 1991
- Oko za oko, 1991
- Láska zlatnice Leonetty, 1991
- Svědkyně, 1991
- Lorna a Ted, 1991
- Královský život otroka, 1992
- Šplhající profesor, Viktor Preiss jako Sherlock Holmes, 1992
- Dva z nás, Česká televize, 1992, televizní inscenace
- Marek, Žofka a já, Česká televize, 1992, dokument o J. Bohdalové
- Hugo, já a múzy, 1992, dokument o V. Brodském
- Moje malé starosti, 1992, dokument o V. Preissovi
- Nesmrtelná teta, filmová pohádka Bonton, 1993
- Elegantní řešení, 1994
- Báječný víkend, 1994
- Poslední slovo, 1994
- Válka barev, FA Film, 1994
- Generálka Jeho Veličenstva, Česká televize, 1995
- Kean, Česká televize, 1995, výpravný televizní film podle J. P. Sartra
- Azrael, anděl smrti, adaptace hry J. Cocteaua, Česká televize, 1995
- Bohatství slečny Kronkiové, Česká televize, 1996
- Polední žár, Česká televize, 1997, adaptace detektivního románu P. Quentina
- Arrowsmith, filmová adaptace románu S. Lewise, Česká televize, 1997
- RumplCimprCampr, Česká televize, 1997, pohádková komedie podle Jana Wericha natočená pro Štědrý večer
- Štěstí pana kameramana, Česká televize, 1998, portrét kameramana Vladimíra Opletala.
- Velký případ, Česká televize, 1999
- Paní Piperová zasahuje, Česká televize, 1999
- Návštěva staré dámy, Česká televize, 1999, adaptace hry Friedricha Dürrenmatta
- Isabela, vévodkyně bourbonská, Česká televize, 1999
- Rebelové, scénář k původnímu filmovému muzikálu, S PRO ALFA FILM, Česká televize, 2000
- Karlínská balada, Česká televize, 2000
- Vladimír Körner, svědek umírajícího času, Česká televize, 2001
- Manželka Ronalda Sheldona, Česká televize, 2001
- Ideální manžel, Česká televize, 2001, adaptace komedie Oscara Wilda
- Lakomec, Česká televize, 2002, adaptace Molièrovy komedie
- Brouk v hlavě, adaptace slavné veselohry G.Feydeyoa, Česká televize, 2002
- Stín viny, Česká televize, 2003
- Bankrotáři, Česká televize, 2003
- Falešné obvinění, Česká televize, 2003
- Rebelové, Divadlo Broadway, 2003, divadelní muzikál na motivy stejnojmenného filmu (autor libreta)
- Poklad na Sovím hrádku, Česká televize, 2004, televizní pohádková komedie (scénář a režie)
- Černá karta, Česká televize, 2004
- Milovníci a Loupežníci, Česká televize, 2004
- Čtyři komedie, OPUS BOHEMIAE, 2004, výpravná kniha obsahující soubor autorských scénářů, vydaných k jeho padesátinám
- Kaviár nebo čočka, 2005, divadelní hra k otevření Divadla Na Jezerce
- Boháč a chudák, Česká televize, 2005, pohádková komedie (scénář a režie)
- Václav Vorlíček, král pohádek a komedií, Česká televize, Ateliéry Bonton Zlín, 2005, dokumentární film o režiséru Václavu Vorlíčkovi
- Jako když tiskne, režie hudební komedie Jiřího Suchého ke znovuotevření divadla Semafor, Divadlo Semafor, 2005
- Slečna Guru, Česká televize, 2005
- Zločin v lázních, Česká televize, 2006
- O Šípkové Růžence, Česká televize, 2006
- Golem, divadelní muzikál, nastudovaný k otevření divadla Hybernia v Praze, premiéra 23. listopadu 2006 (autor libreta)
- Hodina klavíru, režie scénáře J.Hubače s B.Polívkou a P.Liškou, 2006
- Hlídač č. 47, filmová balada natočená volně na motivy stejnojmenné knihy Josefa Kopty, 2008 (autor filmového scénáře)
- Martin Frič, klasik českého filmu, dokumentární film natočený ke 40. výročí úmrtí Martina Friče a ke 40. výročí srpnových událostí 1968, Česká televize, 2008
- Kanadská noc, filmové drama s Dagmar Havlovou a Viktorem Preissem, Česká televize, 2008
- Kouzla králů, pohádková komedie, Česká televize, 2008
- Herci Jiřího Hubače, dokumentární film o předním českém dramatikovi a scenáristovi, 2009
- Zabijáci doktorky Kalendové, kriminální komedie s J.Bohdalovou, 2009
- Hřích profesora Sodomky, detektivní příběh s V. Preissem a J.Bohdalovou, 2009
- Tajná mise docentky Rybkové, detektivní komedie, 2009
- Smrt lobbisty Mansdorfa, detektivní komedie s J. Bohdalovou a M. Dejdarem, 2010
- Vražda poštovní doručovatelky, thriller z cyklu Ach, ty vraždy!, 2010
- Archiv Felixe Burgeta, situační komedie z cyklu Ach, ty vraždy!, 2011
- Proces doktorky Kalendové, kriminální drama z cyklu Ach, ty vraždy!, 2011
- Tajemství Jiřiny Bohdalové, dokumentární film 2011
- Nesmrtelná teta, knižní vydání úspěšného filmu, Albatros 2011
- Ach, ty vraždy!, dvoudílná literární podoba úspěšného cyklu detektivek
- Jakub Ludvík, fotograf lidských duší, dokumentární film 2011
- Zrcadlo tvého života, 14 pořadů s Jiřinou Bohdalovou, M. Ebenem, D. Haškem, E. Urbanovou, L. Bílou, H. Zagorovou, prof. J. Pirkem, J. Suchým, D. Hůlkou, M. Kubišovou, B. Polívkou, V. Preissem, I. Trojanem, M. Donutilem, Petrem Jandou, Václavem Vorlíčkem a dalšími pro TV Prima, podzim 2012
- Kouzla králů – kniha na motivy stejnojmenné pohádky Z. Zelenky, Albatros 2012
- Setkání s hvězdou, tři filmové povídky s Bolkem Polívkou, 2012
- Polívka na víně, 16 pořadů s Boleslavem Polívkou pro TV Prima, jaro 2013
- Láska zlatnice Leonetty, divadelní hra (autor)
- Lekce lásky, divadelní hra (autor)
- Duch nad zlato – výpravná pohádková komedie s Viktorem Preissem a Jiřinou Bohdalovou, ČT 2013
- Duch nad zlato – literární podoba pohádkové komedie, Albatros 2013
- Adam a Eva – muzikálová komedie, divadlo Broadway, scénář a režie, 2014
- Bankrotáři – knižní podoba stejnojmenného filmu ČT, Albatros 2014
- Každý milion dobrý – rodinné drama s Jiřinou Bohdalovou, Viktorem Preissem, Ondřejem Vetchým a Tatianou Vilhelmovou, ČT 2015
- Mefisto – scénář a režie divadelního muzikálu na známé faustovské téma, Hybernia 2016
- Paní plukovníková – záznam úspěšné komedie Divadla Na Jezerce, ČT 2018
- Kouzelník Žito – Česká televize, pohádka o sirotku Žitovi, 2018
- Doktor Ox – scénář a režie divadelního muzikálu, Divadlo Hybernia 2018
- Kouzelník Žito – knižní podoba stejnojmenného filmu ČT, Albatros 2018
- audioknihy pohádek Kouzelník Žito (čte Miloň Čepelka) a Nesmrtelná teta (čte Jiřina Bohdalová), Albatros 2018
- Láska nebeská – muzikál; Divadlo Broadway; námět, scénář a režie; 2021
- Gin Game – záznam představení Divadla Na Jezerce, v hlavních rolích Jiřina Bohdalová, Milan Kňažko, 2022, vysílání k 91.narozeninám J.Bohdalové, ČT 2022
- Křížem krážem muzikálem – scénář a režie silvestrovského pořadu z hitů Divadla Broadway, TV Barrandov 2021/2022
- Lásky Petra Štěpánka – celovečerní dokumentární film o herci Petrovi Štěpánkovi a jeho slavném rodu. Námět, scénář, režie, ČT 2023
- Srpnem to začalo – knižní vydání čtyř kriminálních případů, napsaných na motivy skutečných událostí z let 1968 – 1969, CN CZECH CENTER, 2024
- Ach, ty komedie! – v roce 2024 u příležitosti svých 70.narozenin vydal knihu pamětí, sepsanou se spisovatelem Petrem Mackem.